# Самосвідомість

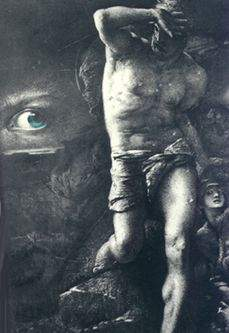
Франсуа Шіффляр (1825—1901), Сумління (за Віктором Гюго). Сумління є моральною самосвідомістю а зоровий контакт стимулює самосвідомість

Самосвідо́мість — рефлекторна (відображувана) свідомість, за допомогою якої особа конкретно усвідомлює себе у своїх власних розумових діях і станах; самоусвідомлення. Самосвідомість є усвідомленням особою самої себе на відміну від інших — інших суб'єктів і світу взагалі.
Усвідомлення індивідом себе як автора і творця власних дій, суб'єкта життєтворчості з неповторними фізичними та духовними якостями, потребами й здібностями, носія інтелекту, почуттів і волі, виразника національної, професійної і групової належності в системі суспільних відносин. На відміну від свідомості самосвідомість відрізняється своєю спрямованістю: якщо свідомість орієнтована на об'єктивний світ, то об'єктом самосвідомості є суб'єктивний, внутрішній світ особистості.
| «Дитина далеко не відразу усвідомлює себя як Я; протягом перших років вона скрізь і навколо називає себе по імені - так як називають її оточуючі люди; вона спочатку існує для самої себе скоріше як об'єкт для інших людей, аніж як самостійний по відношенню до них суб'єкт.»[2] |
Юність, вважається періодом підвищеної самосвідомості. Особа з хронічним нахилом щодо самосвідомості може бути соромливою або інтровертною. Переживаючи самосвідомість, людина усвідомлює навіть найменші зі своїх власних вчинків. Таке усвідомлення може порушити здатність особи виконувати складні вчинки. Наприклад, піаніст може «задихнутись», втратити впевненість, і навіть здатність виконання у момент коли він помічає публіку. Це є функцією психологічного феномену суспільного сприяння. Як самосвідомість в'яне, людина може повернути здатність виконання «не гублячись» в надмірному самоусвідомленні.
Прояви самосвідомості відрізняються різноманітністю форм:
1. когнітивний аспект психічної діяльності людини виявляється в самовідчуттях, самоаналізі, самооцінці.
2. афективний аспект — у скромності, самолюбстві.
3. регулятивний аспект — у самоконтролі, самодисципліні та ін. властивостях.

## Психологія
В психології самосвідомість розуміється як психічне явище, усвідомлення людиною себе суб'єктом діяльності, в результаті якої уявлення людини про саму себе складаються в мисленний образ Я.
На відміну від самообізнаності, самосвідомість може бути часто проблемою. Вона часто асоціюється з соромливістю і збентеженістю і може вплинути на самооцінку. У позитивному контексті, вона може вплинути на розвиток індивідуальності, оскільки під час високої самосвідомості люди часто найближче приходять до пізнання себе. Самосвідомість впливає на людей в різній мірі, оскільки деякі люди є постійно само-спостережливі чи само-зайняті, а інші цілком забутливі про себе.
Психологи часто розрізняють між двома видами самосвідомості, особистою і громадською. Особиста самосвідомість є нахилом розглядати внутрішнє самого себе і свої відчуття. Громадська самосвідомість є усвідомленням себе з точки зору інших. Такий вид самосвідомості може бути результатом самоспостереження і суспільної тривоги. Як і особиста, так і громадська самосвідомість розглядаються як риси особистості, які залишаються порівняно стабільними з плином часу, але вони не є співвідносними. Те що особа висока в одному розмірі не означає, що вона теж висока на іншому.
В рамках соціальних наук також використовують терміни «національна самосвідомість», «етнічна самосвідомість», «класова самосвідомість», що означають усвідомлення членами групи наявності даної групи, її особливостей і цілей в суспільному світі.
Різні рівні самосвідомості впливають на поведінку, оскільки для людей є звичним діяти по-іншому коли вони «губляться в натовпі». Розташування особи перед дзеркалом може тимчасово підвищити самосвідомість.

## Розвиток самосвідомості
Самосвідомість це продукт розвитку. Однак, зачаток свідомості з'являється вже у немовляти, коли він починає розрізняти відчуття, викликані зовнішніми предметами, і відчуття, викликані власним тілом.
Стадії (або етапи) розвитку самосвідомості:
- Відкриття «Я» відбувається у віці 1 року.
- До 2–3 років життя, людина починає відокремлювати результат своїх дій від дій інших і чітко усвідомлює себе як діяча.
- До 7 років формується здатність оцінювати себе (самооцінка).
- Підлітковий і юнацький вік — етап активного самопізнання, пошуку себе, свого стилю. Завершується період формування соціально-моральних оцінок.

На формування самосвідомості впливають:
- Оцінки оточуючих і статус у групі однолітків.
- Співвідношення «Я-реальне» і «Я-ідеальне».
- Оцінка результатів своєї діяльності.

## Філософія
В філософії самосвідомість є усвідомленням самого себе, рефлексія свідомості відносно себе. Самосвідомість одночасно розуміється і як акт (дія) рефлексії усвідомлення себе і як результат такої рефлексії — знання себе. Самосвідомість є умовою того, що свідомість зберігає себе в часі — утримує себе як одна і таж свідомість. При цьому говорять про єдність самосвідомості. Своєю чергою єдність самосвідомості є умовою всякої єдності у світі (див. Кант). В суто філософському значенні свідомість є завжди — вона не може ані початися, ані припинитися, оскільки в строго філософському значенні вона розуміється як сама умова констатації світу, як сам спосіб буття і даності світу. Відповідно цьому самосвідомість розуміється як єдність суб'єкта, що лежить в основі всякої свідомості.